# دیدیه دینار
دیدیه دینار (فرانسوی: Didier Dinart‎؛ زادهٔ ۱۸ ژانویهٔ ۱۹۷۷) بازیکن هندبال اهل فرانسه بود.
وی همچنین برندهٔ جوایزی همچون لژیون دونور (شوالیه) شده‌است.